# Fluxón
Un fluxón es un cuanto de flujo magnético.

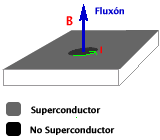

En el ámbito de los superconductores de tipo II, se forman cuando el campo magnético incide sobre la superficie del superconductor creando una pequeña región no superconductora, en torno a la cual circula una pequeña corriente eléctrica, siendo esta la que da lugar al fluxón. También se conocen, cuando se refieren a este campo de la física, como vórtices de Abrikosov.
- Datos: Q1068152